# 1920.
◄ | 19. stoljeće | 20. stoljeće | 21. stoljeće | ►
◄ | 1890-ih | 1900-ih | 1910-ih | 1920-ih | 1930-ih | 1940-ih | 1950-ih | ►
◄◄ | ◄ | 1917. | 1918. | 1919. | 1920. | 1921. | 1922. | 1923. | ► | ►►
Arhitektura • Astronomija • Biologija • Film • Fotografija • Glazba • Kazalište • Kemija • Kiparstvo • Knjige • Književnost • Kršćanstvo • Meteorologija • Medicina • Planinarstvo • Politika • Pravo • Promet • Slikarstvo • Strip • Šport • Televizija • Znanost • Zrakoplovstvo • Željeznički promet

## Događaji
- U Japanu ukinuti genrōi.[1]
- 1. svibnja – U Bjelovaru se skupina nezadovoljnih radnika u noći uoči 1. svibnja okupila i stvarajući buku motociklima izrazila svoj bunt i nezadovoljstvo teškim položajem u društvu. U spomen na to, svake se godine održava moto budnica. Velik broj motorista okuplja se prije zore i glasno se voze ulicama Bjelovara stvarajući veliku buku, koja je taj dan dozvoljena.[2]
- 13. svibnja – Papa Pio X. proglasio svetim Gabrijela od Žalosne Gospe.
- 16. svibnja – Postavljen kamen temeljac Nacionalne bazilike u Washingtonu.
- 4. lipnja – Mađarska potpisala Trianonski ugovor.
- 5. lipnja – Izbio je Valonski rat, sukob talijanskih okupacijskih vlasti i Albanije.
- 2. kolovoza – Završio je Valonski rat.
- 8. kolovoza – Posađena prva palma na splitskoj Rivi. Sadnica je naručena s Visa.[3]
- 10. kolovoza – Osmansko Carstvo potpisalo mirovni ugovor u Sèvresu.
- 15. rujna – U Subotici osnovana Bunjevačko-šokačka stranka, ili kako su je zvali sami bački Hrvati – Vojvođanska hrvatska stranka, prva trajna i organizirana politička stranka bačkih Hrvata.[4]
- 12. studenog – Rapalski ugovor
- 21. prosinca – 28. prosinca 1920. – Trajala rudarska pobuna u BiH, Husinska buna.
- Osnovan je Kandit, i to kao Prva osječka tvornica kandita Kaiser i Stark, za proizvodnju bombona, vafla i slatkiša. Tvornica ubrzo kupuje licenciju od poznate bečke tvornice Pischinger te započinje s proizvodnjom čokolade.[5] Nakon Drugoga svjetskoga rata, tvornica nastavlja poslovati kao gradsko poduzeće „Tvornica kandita i čokolade“, a nakon nekog vremena i u sklopu osječke šećerane. Proizvodnja bombona započela je odmah po preseljenju, a prva čokolada nastaje oko 3 mjeseca kasnije, u studenom 1953.[6]
- Ramiro Bujas osniva prvi psihološki laboratorij na Medicinskom Fakultetu Sveučilišta u Zagrebu psiholog x psihijatar.

## Rođenja

### Siječanj – ožujak
- 1. siječnja – Osvaldo Cavandoli, talijanski crtač crtanih filmova, autor crtanog filma Linija ("La Linea"). († 2007.)
- 2. siječnja – Isaac Asimov, američki pisac fantastike i biokemičar († 1992.)
- 3. siječnja – Andrija Čičin-Šain, hrvatski arhitekt († 2009.)
- 20. siječnja – Federico Fellini, talijanski režiser († 1993.)
- 23. siječnja – Gottfried Böhm, njemački arhitekt († 2021.)
- 29. siječnja – Veljko Atanacković, hrvatski pedagog († 2002.)
- 6. veljače – Nikša Allegretti, hrvatski fiziolog i imunolog  († 1982.)
- 11. veljače – Faruk I., egipatski kralj († 1965.)
- 9. ožujka – Franjo Mihalić, hrvatski atletičar († 2015.)
- 17. ožujka – Sheikh Mujibur Rahman, bangladeški političar († 1975.)
- 22. ožujka – Josip Manolić, hrvatski i jugoslavenski političar († 2024.)
- 28. ožujka – Marko Jozinović, nadbiskup vrhbosanski († 1994.)

### Travanj – lipanj
- 19. travnja – Lelja Dobronić, hrvatska povjesničarka († 2006.)
- 20. travnja – Ratko Zvrko, hrvatski književnik, novinar i boksač († 1998.)
- 13. svibnja – Miroslav Bulešić, hrvatski svećenik i mučenik († 1947.)
- 18. svibnja – Papa Ivan Pavao II. († 2005.)
- 18. svibnja – Ivan Večenaj, hrvatski slikar i književnik († 2013.)
- 29. lipnja – Ray Harryhausen, američki filmski umjetnik i Oskarovac († 2013.)

### Srpanj – rujan
- 11. srpnja – Yul Brynner, američki glumac († 1985.)
- 16. srpnja – Mladen Šerment, hrvatski glumac († 1999.)
- 17. srpnja – Juan Antonio Samaranch, španjolski športski djelatnik, nekadašnji predsjednik Međunarodnog olimpijskog odbora († 2010.)
- 21. srpnja – Nada Klaić, hrvatska povjesničarka († 1988.)
- 1. kolovoza – Henrietta Lacks, iz njezinih je stanica uzgojena prva linija besmrtnih ljudskih stanica (HeLa) († 1951.)
- 1. kolovoza – Zhou Xuan, kineska pjevačica i glumica († 1957.)
- 18. kolovoza – Shelley Winters, američka glumica († 2006.)
- 22. kolovoza – Ino Perišić, hrvatski dirigent i skladatelj († 1987.)
- 30. kolovoza – Eliza Gerner, hrvatska glumica († 2013.)
- 23. rujna – Mickey Rooney, američki glumac († 2014.)
- 29. rujna – Václav Neumann, češki dirigent i violinist.[7] († 1995.)

### Listopad – prosinac
- 1. listopada – Walter Matthau, američki glumac († 2000.)
- 8. listopada – Zvane Črnja, hrvatski književnik († 1991.)
- 15. listopada – Mario Puzo, američki književnik († 1999.)
- 17. listopada – Montgomery Clift, američki glumac († 1966.)
- 18. listopada – Lujo Margetić, hrvatski povjesničar i akademik († 2010.)
- 22. listopada – Timothy Leary, američki pisac i psiholog († 1996.)
- 31. listopada – Fritz Walter, njemački nogometaš († 2002.)

### Nepoznat datum rođenja
- Irina Aleksandrovna Grudzinskaja – ruska botaničarka († 2011.)

## Smrti

### Siječanj – ožujak
- 20. siječnja – Celestin Medović, hrvatski slikar (* 1857.)
- 24. siječnja – Amedeo Modigliani, talijanski slikar i kipar židovskog podrijetla (* 1884.)
- 7. veljače – Aleksandar Kolčak, ruski vojskovođa (* 1874.)
- 20. veljače – Jacinta Marto, portugalska katolička blaženica  (* 1910.)
- 18. ožujka – Hermann Oldenberg, njemački indolog (* 1854.)

### Travanj – lipanj
- 26. travnja – Srinivasa Ramanujan, indijski matematičar (* 1887.)

### Srpanj – rujan
- 31. kolovoza – Wilhelm Wundt, njemački filozof i psiholog (* 1832.)

### Listopad – prosinac
- 2. listopada – Max Bruch, njemački skladatelj (* 1838.)

## Nobelova nagrada za 1920. godinu
- Fizika: Charles Edouard Guillaume
- Kemija: Walther Hermann Nernst
- Fiziologija i medicina: August Krogh
- Književnost: Knut Hamsun
- Mir: Léon Victor Bourgeois

## Vanjske poveznice
|  | Zajednički poslužitelj ima još gradiva o temi 1920. |